# Moksha Patamu

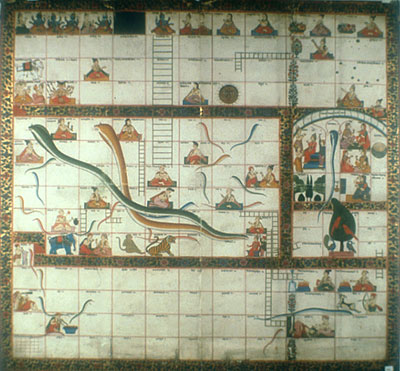
Gyan-Chaupad-Brett

Moksha Patamu, auch Mosksha Patamu oder Gyan chaupad, ist ein indisches Spiel und der Vorläufer des 1892 von F. H. Ayres herausgebrachten Spiels Snakes and Ladders.
Das Spiel hat religiösen Charakter und dient zur Meditation über die Möglichkeit, ins Nirvana zu gelangen, indem man über Tugenden schneller aufsteigt und mit Lastern zurücksinkt. Das Spiel gibt ganz konkret moralische Antworten: Die Wege der Tugend (symbolisch dargestellt als Leitern), wie zum Beispiel Glaube, Zuverlässigkeit, Großzügigkeit etc., verkürzen den Weg zum Nirvana; die Wege des Lasters (symbolisch dargestellt durch gefräßige Schlangen), wie etwa Ungehorsam, Eitelkeit, Gemeinheit etc., werfen zurück. Der symbolische Charakter ging in Europa in Vergessenheit.
Das in der altägyptischen 12. Dynastie bekannte Spiel Hunde und Schakale hat große Ähnlichkeit mit Moksha Patamu.

## Spielbrett
Der Spielplan stellt ein Sinnbild des Lebens dar, das es zu meistern gilt. Der Hinduismus lehrt, dass Gut (punya) und Böse (pap) den Menschen begleiten, man muss sich für eine der beiden Seiten entscheiden. Deshalb ist es von großer Bedeutung, welche Wege der Spieler einschlägt. Nicht immer liegt aber die Entscheidung beim Spieler, sondern durch das Spiel der Würfel auch beim Schicksal.

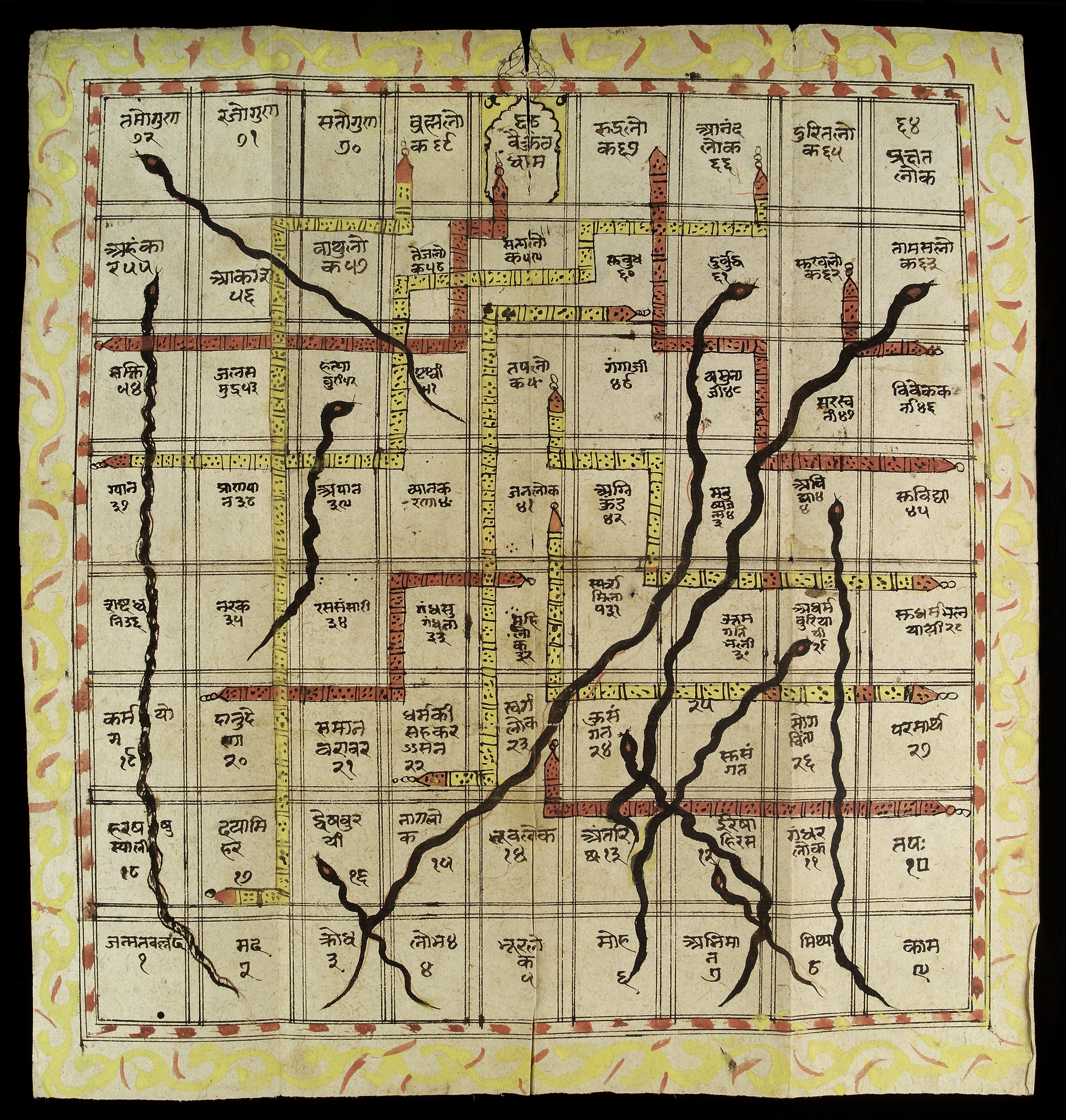
Spielbrett

Das Spiel hat meist 72 Felder. Es sind Varianten mit 81, 84, 100, 124 und 342 oder 360 Feldern bekannt. Jedes Feld hat seine eigene Bedeutung. Die Leitern stehen für die guten Dinge im Leben, die einen vorwärts bringen und dadurch den Weg zum Ziel verkürzen:
1. Treue (Feld 12 nach 36)
2. Beständigkeit (Feld 51 nach 91)
3. Mildtätigkeit (Feld 57 nach 75)
4. Frömmigkeit (Feld 60 nach 97)
5. Betragen (Feld 63 nach 85)
6. Mitleid (Feld 66 nach 88)
7. Erkenntnis (Feld 76 nach 94)
8. Buße (Feld 78 nach 100)

Die Schlangen sind Symbole des Lasterhaften, die den Weg zum Ziel verlängern:
1. Ungehorsam (Feld 41 nach 4)
2. Eitelkeit (Feld 44 nach 23)
3. Unkeuschheit (Feld 49 nach 10)
4. Diebstahl (Feld 52 nach 7)
5. Lüge (Feld 58 nach 19)
6. Trunkenheit (Feld 62 nach 21)
7. Schulden (Feld 69 nach 31)
8. Mord (Feld 73 nach 1)
9. Zorn (Feld 84 nach 13)
10. Begierde (Feld 92 nach 34)
11. Stolz (Feld 98 nach 26)
12. Lust (Feld 99 nach 29).

## Spielweise
David Parlett beschreibt die Spielweise von Gyan Chaupad wie folgt: Jeder Spieler bekommt eine Spielfigur. Gewürfelt wird mit einem oder zwei Würfeln. Die Augenzahl muss gezogen werden. Landet ein Spieler am Ende seines Zuges auf dem Kopf einer Schlage, wird der Spielstein gefressen und muss auf das Feld des Schwanzes gestellt werden. Kommt ein Spielstein am Ende seines Zuges an den Beginn einer Leiter, so wird der Spielstein auf das Feld gestellt, an dem die Leiter aufhört. Mehrere Spielsteine dürfen auf demselben Feld stehen. Ins Ziel (Feld 100) darf nur mit einem exakten Wurf gezogen werden. Wird mehr gewürfelt, so zieht der Spieler die Figur die restlichen Schritte rückwärts. Gewonnen hat der Spieler, dessen Spielfigur mit exakter Zahl im Zielfeld ankommt.
Peter Huth beschreibt die Regeln: Vor Spielbeginn entscheidet das Los, wer beginnen darf. Dazu würfeln die Spieler reihum und derjenige mit der höchsten Augenzahl beginnt. Um seine Spielfigur ins Spiel zu bringen, muss zwingend eine Sechs gewürfelt werden. Danach muss nochmals gewürfelt und gezogen werden. Die restlichen Regeln sind analog zu denen Parletts.